# تاریخ عالم‌آرای عباسی
تاریخ عالم‌آرای عباسی کتابی دربارهٔ تاریخ پادشاهان صفوی از زمان شاه اسماعیل یکم تا پایان پادشاهی شاه عباس یکم است که توسط یکی از دبیران دربار صفوی به نام اسکندر بیگ ترکمان در زمان سلطنت شاه عباس یکم نوشته شده‌است.
نویسنده خود بسیاری از وقایع زمان شاه اسماعیل دوم تا انتهای سلطنت شاه عباس یکم را از نزدیک مشاهده کرده و حتی در برخی از رخدادها دخیل بوده‌است. بخش‌های مربوط به سلطنت شاه اسماعیل یکم تا انتهای سلطنت شاه طهماسب یکم به صورت مختصر و وقایع پس از آن به صورت مشروح در کتاب ذکر شده‌است. وقایع زمان شاه عباس اول نیز به صورت مشروح و سال به سال در کتاب مرقوم شده‌است. نویسنده تلاش کرده در مورد روایت رخدادها بی‌طرفی و واقع‌نگری را رعایت کند اما نمی‌توان تأثیر برخی ملاحظات سیاسی را در نقل وقایع نادیده گرفت.
این کتاب در کل مهم‌ترین سند تاریخی دوران شاه عباس یکم و پنج سال ابتدای سلطنت شاه صفی محسوب می‌گردد. بخش‌های مربوط به سلطنت شاه صفی به صورت کتابی مجزا به نام «ذیل تاریخ عالم آرا» به چاپ رسیده‌است و همراه با کتاب اصلی چاپ نشده‌است.
این کتاب به نثری ساده و محکم نوشته شده‌است و از مهمترین و بهترین کتاب‌های تاریخی ایران محسوب می‌شود.
به‌طور نمونه در کتاب تاریخ عالم‌آرای عباسی در رابطه با فتح هرموز چنین آمده‌است:
از فتوحات (پیروزی‌هایی) که درین سنه مبارکه مطابق احدی و ثلثین و الف(۱۰۳۱ قمری) به نیروی اقبال قرین حال اولیاء دولت بیزوال گردید، فتح و تسخیر بلده هرموز است که بسعی امامقلیخان امیر الامرا فارس بوقوع پیوست… و در سال گذشته اشعاری شد (آن پیروزی به شعر درآورده شد) که بنابر ظهور بی‌ادبی‌های فرنگیه پرتکالیه مقیم آنجا… امیر الامرا مذکور لشکر بتادیب (مجازات) ایشان فرستده خود نیز متعاقب رفت… در این وقت که فرنگیه پای از دایره ادب بیرون نهاده به اموری که بتحریر پیوست اقدام نمودند… جماعت انگلیسی را اخبار نموده ایشان نیز بر حسب وعده آماده خدمت شدند. القصه‌امام قلی خان شجاعت شعار با جنود قاهره فارس متوجه آن صوب (سوی) گشته خود در بندر گمبرو که الیوم به بندر عباسی موسوم است اقامت کردند و افواج قاهره (سپاهیان پیروزمند) از دریا با کشتی‌ها و سفاین عبور نموده داخل جزیره هرمز شدند… القصه بعد از دو ماه و چند روز امتداد ایام محاصره و جنگ و جدال به نیروی دولت و اقبال که همواره قرین حال این دودمان والاست، قلعه رفیع بنیان هرموز که در متانت و حصانت شهره جهان و از کارنامه‌های نادره فرنگیان است، مسخر اولیای دولت ابد پیوند گردید… چون خبر فتح هرموز رسید، جناب خانی (امام قلی خان) مورد تحسین و آفرین شاه (عباس) و سپاه گردید و آن خبر بهجت اثر بر مبارزان قلعه گشای رکاب همایون مبارک و میمون آمده در همان روز قلعه قندهار نیز بتوفیق کردگار مفتوح گشت.. از هر طرف که چشم گشایی نشان فتح… وز هر طرف که گوش نهی مژده ظفر.